# Josep Balari i Jovany

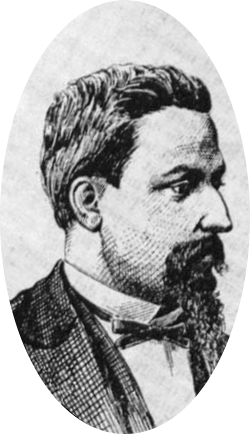
Josep Balari i Jovany

Josep Balari i Jovany (* 11. November 1844 in Barcelona; † 1. Juli 1904 ebenda) war ein spanischer Altphilologe, Historiker, Romanist und Katalanist.

## Leben und Werk
Balari wurde 1869 von der Universität Barcelona promoviert mit der Arbeit Puede la conciencia humana servir de base a la filosofia? Er unterrichtete ab 1872 das Fach Stenografie und besetzte 1881 den Lehrstuhl für Griechisch, auf dem er sich, unter dem Einfluss der Lektüre von Georg Curtius, der zeitgenössischen Sprachwissenschaft öffnete und deren Methode auf das Katalanische anwandte. Höhepunkt dieser Forschung war sein historisches und philologisches Buch über die historischen Grundlagen Kataloniens  (Barcelona 1899). Er war von 1893 bis 1901 Präsident der Acadèmia de Bones Lletres de Barcelona. In Barcelona ist eine Straße nach ihm benannt.

## Werke
- Influencia de la civilización romana en Cataluña comprobada por la orografía. Estudio filológico, histórico, comparativo leído en la Real Academia de Ciencias Naturales y Artes; sesión de 20 abril de 1888, Barcelona, Álvaro Verdaguer, 1888.
- Poesía fósil. Estudios etimológicos, Barcelona, Álvaro Verdaguer, 1888.
- Intensivos o superlativos de la lengua catalana, Barcelona, Jepús, 1895.
- Orígenes históricos de Cataluña, Barcelona, Jaime Jepús, 1899; San Cugat del Vallés, Instituto Internacional de Cultura Románica, 1964; Valladolid, Maxtor, 2009 (751 Seiten).
  - Laura Trias Ferri, Índex lèxic i conceptual dels "Orígenes históricos de Cataluña" de Josep Balari i Jovany, Barcelona, Universitat de Barcelona, 2008.
- Diccionario Balari. Inventario lexicográfico de la lengua catalana, hrsg. von Manuel de Montoliu, 2 Bde., Barcelona 1927–1928 (A–Gutaperxa).
- Escrits filològics, hrsg. von Pere J. Quetglas, Barcelona, Alta Fulta, 1990.